# Jorge Enrique Robledo
Jorge Enrique Robledo Castillo (Colombia, 11 de febrero de 1950) es un arquitecto, profesor y político colombiano. 
Miembro fundador del partido Dignidad y Compromiso. Fue elegido por voto popular para integrar el Senado de Colombia desde el año 2002 hasta el 2022.
Vivió en Manizales desde 1975 hasta 2002, cuando resultó elegido senador por el (MOIR) movimiento al que ha pertenecido durante toda su vida política y que más tarde se uniría Alternativa Democrática. En 2006 alcanzó nuevamente un escaño en el Senado, por el Polo Democrático Alternativo cuando Alternativa Democrática se fusionó con el Polo Democrático Independiente. En las elecciones legislativas de 2010 fue elegido Senador de la República por tercera vez, obteniendo la más alta votación por su partido y la tercera más alta del país. En las elecciones de 2014 obtuvo la mayor votación individual al Senado y en las elecciones de 2018 fue reelegido nuevamente con la tercera mayor votación. 
Robledo se caracterizó por ser uno de los miembros de la oposición más críticos con el gobierno del expresidente Álvaro Uribe y el expresidente Juan Manuel Santos y ha liderado la oposición a los Tratados de Libre Comercio entre Colombia y diferentes potencias mundiales. 
Entre sus posiciones políticas están su lucha contra el neoliberalismo, la defensa de los derechos y las libertades democráticas de los partidos de izquierda, su posición contra la intervención extranjera, y su férrea defensa de las condiciones dignas de trabajo para los trabajadores, la producción nacional, la educación pública y la salud pública.

## Biografía
Nació en Ibagué el 11 de febrero de 1950 y luego vivió 30 años en Manizales, de donde era oriundo su padre. En 1968 ingresó a la Universidad de Los Andes y antes de graduarse de arquitecto tomó la decisión de dedicarle su vida a la lucha por transformar a Colombia. Se vinculó a la política de pies descalzos del (MOIR), actividad que consistía en irse a vivir a la provincia y ponerse al servicio de los colombianos y de sus luchas por sacar el país adelante. Tres decenios después es elegido por su movimiento para representarlo en el Senado teniendo como principal política "combatir un régimen apátrida que ha subastado el campo y la ciudad con una política neoliberal".
Robledo se casó hace cuarenta años con su novia de la universidad, Carmen Escobar, a quien conoció durante las luchas estudiantiles de los años 1970. Tienen dos hijos, Natalia y Julián.

### Trayectoria cómo docente
Ha sido destacado académico y educador, "un echador de tiza, a mucho honor" , como él mismo se califica. Durante 26 años fue profesor de tiempo completo de la Universidad Nacional de Colombia sede Manizales, institución que le concedió las distinciones Medalla al Mérito, Maestro Universitario y Orden Gerardo Molina. 
En su paso por la Universidad Nacional, recibió los siguientes reconocimientos y ocupó los siguientes cargos:
- Profesor de tiempo completo en la Universidad Nacional de Colombia, sede de Manizales (1976-2002).
  - Director del Departamento de Arquitectura (agosto de 1990-julio de 1992).
  - Miembro del consejo directivo de la Facultad de Ingeniería y Arquitectura (agosto de 1990-julio de 1992).
  - Miembro del Grupo de Trabajo de Patrimonio Arquitectónico del Departamento de Arquitectura.
  - Colaborador del Centro de Estudios del Trabajo, Cedetrabajo.
  - Miembro del Comité Técnico del Centro Filial de Caldas del Consejo de Monumentos Nacionales.
  - Medalla al Mérito, de la Universidad Nacional de Colombia (1992).
  - Primer Premio en la XVII Bienal de Arquitectura en la categoría de teoría, historia y crítitca (1997).
  - Orden Gerardo Molina, máxima distinción que confiere la Universidad Nacional de Colombia (2001).

Ha publicado quince libros sobre historia, arquitectura, vivienda, economía, TLC, agricultura y política. Sus artículos en el periódico La Patria pasan de 1.200. Es uno de los mayores conocedores de la evolución de la tecnología del bahareque en Colombia y con Manizales, la ciudad de la colonización antioqueña (1996), una voluminosa historia del desarrollo urbano de la capital de Caldas, ganó el premio Carlos Martínez Jiménez en Teoría, Historia y Crítica en la XVII Bienal Colombiana de Arquitectura.

### Vida pública
Fue concejal de Soacha entre 1974 y 1976; posteriormente, se trasladó a Manizales, donde se ganó la vida como profesor de arquitectura, al tiempo que actuaba como dirigente social. Sin ser caficultor, fue uno de fundadores de Unidad Cafetera, de la que fue coordinador hasta 2002; dicha organización que tuvo entre sus particularidades agrupar a campesinos, indígenas y empresarios y la cual, tras grandes movilizaciones democráticas, en 1995 ganó la condonación total de las deudas bancarias de cien mil cafeteros. En 1999, también dentro del modelo de agrupar productores de distintas clases sociales, promovió la creación de la Asociación Nacional por la Salvación Agropecuaria, de la que fue secretario general hasta 2002, y es una de las organizaciones que le dieron base a la Asociación por la Dignidad Agropecuaria. Fue director hasta 2002 de los periódicos Unión Cafetera y El Usuario.
Se retiró de la universidad y continuó su lucha política por cambiar el país como candidato al Senado. Desde allí se destacó por su oratoria en debates del sector agropecuario y energético. Ha sido uno de los críticos más incisivos de las políticas cafetera, agropecuaria y de vivienda de los diferentes gobiernos.

## Congresista de Colombia
En las elecciones legislativas de Colombia de 2002, Robledo Castillo fue elegido senador de la República de Colombia con un total de 45.703 votos. Posteriormente en las elecciones legislativas de Colombia de 2006 y 2010, fue reelecto senador con un total de 80.969 y 165.339 votos respectivamente. En las elecciones de 2014 fue nuevamente reelegido y obtuvo la votación más alta entre todos los senadores con 191.910 votos. En las elecciones legislativas de Colombia de 2018 fue reelecto con la tercera mayor votación con 229.276 votos solo siendo superado por Antanas Mockus y Álvaro Uribe Vélez. En estas elecciones consiguió el mayor número de votos de toda su carrera política.

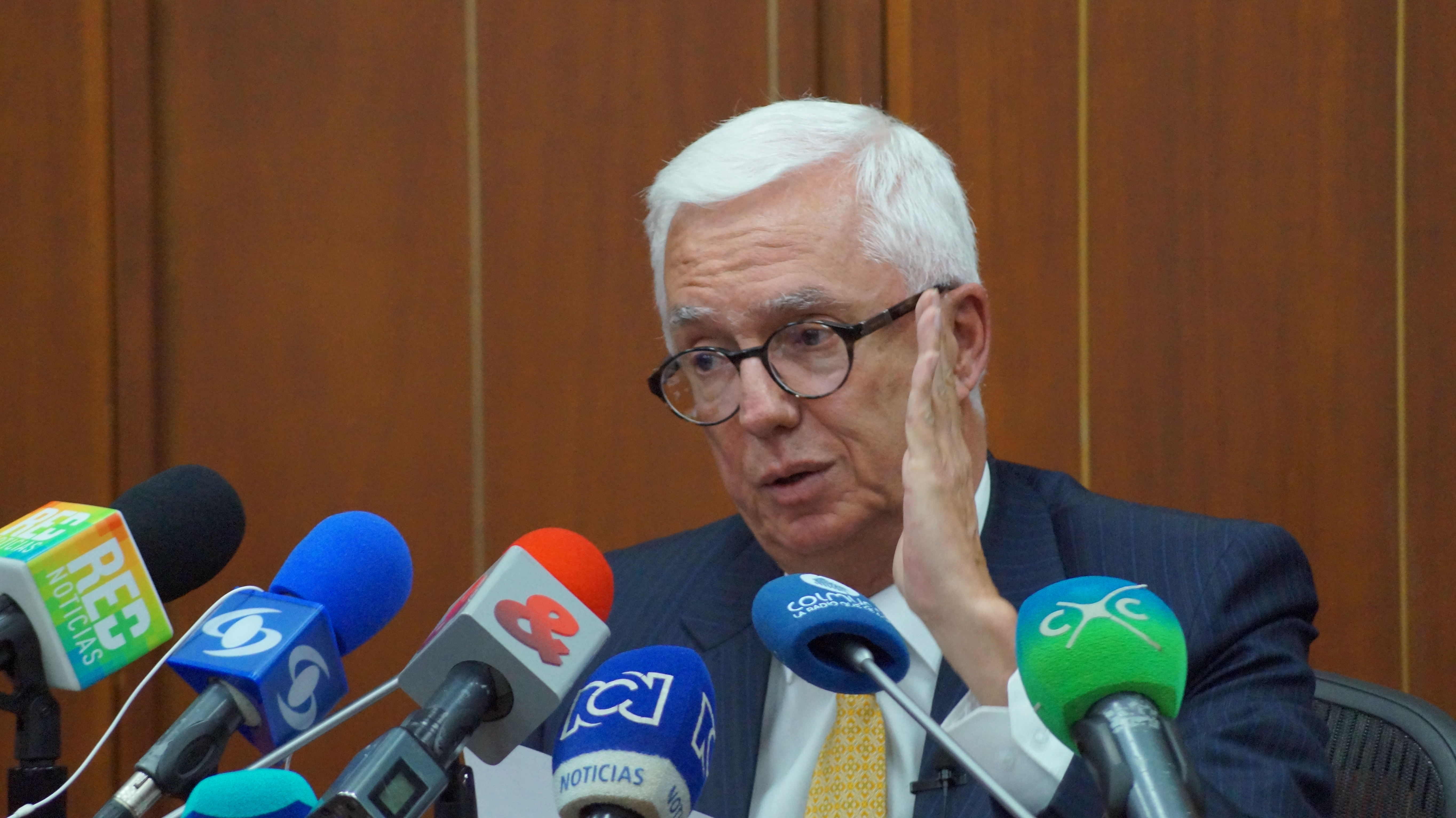
Jorge Robledo hablando a diferentes medios de comunicación

Se consolidó como una de las voces más respetadas de la oposición en el Congreso. Realizó más de 150 debates de control político de alto nivel y con conocidos impactos, convirtiéndose en el congresista que más debates ha realizado en la historia del Congreso. Desde que se posesionó como senador dona la mitad de sus ingresos por ese cargo, porque "consideré mi deber seguir viviendo como vivía cuando era profesor". Ha sido un connotado defensor de la democracia, la producción, el trabajo y la soberanía, y venció en uno de los pocos debates nacionales que se hayan dado sobre economía en Colombia: los TLC destruyen la industria y el agro y empobrecen a los colombianos. Son pocas las áreas sobre las que Robledo no ha opinado con análisis de fondo: corrupción, educación, salud, agricultura, libre comercio y TLC, macroeconomía, petróleo y minería, medio ambiente, privatizaciones, servicios públicos, sistema tributario, democracia, asuntos militares, relaciones internacionales, telecomunicaciones, vivienda, política laboral y justicia, entre otros.
Como defensor del sector agropecuario, el senador Robledo fue uno de los principales críticos a la gestión del Presidente Álvaro Uribe Vélez, y se convirtió en la "piedra en el zapato" del gobierno, con sus fuertes críticas al Tratado de Libre Comercio (TLC) entre Colombia y EUA.
Robledo sugirió en febrero de 2007 el término parauribismo, para destacar que el escándalo de la llamada parapolítica afectaba principalmente a los grupos políticos que a la fecha apoyaban al presidente Álvaro Uribe Vélez.

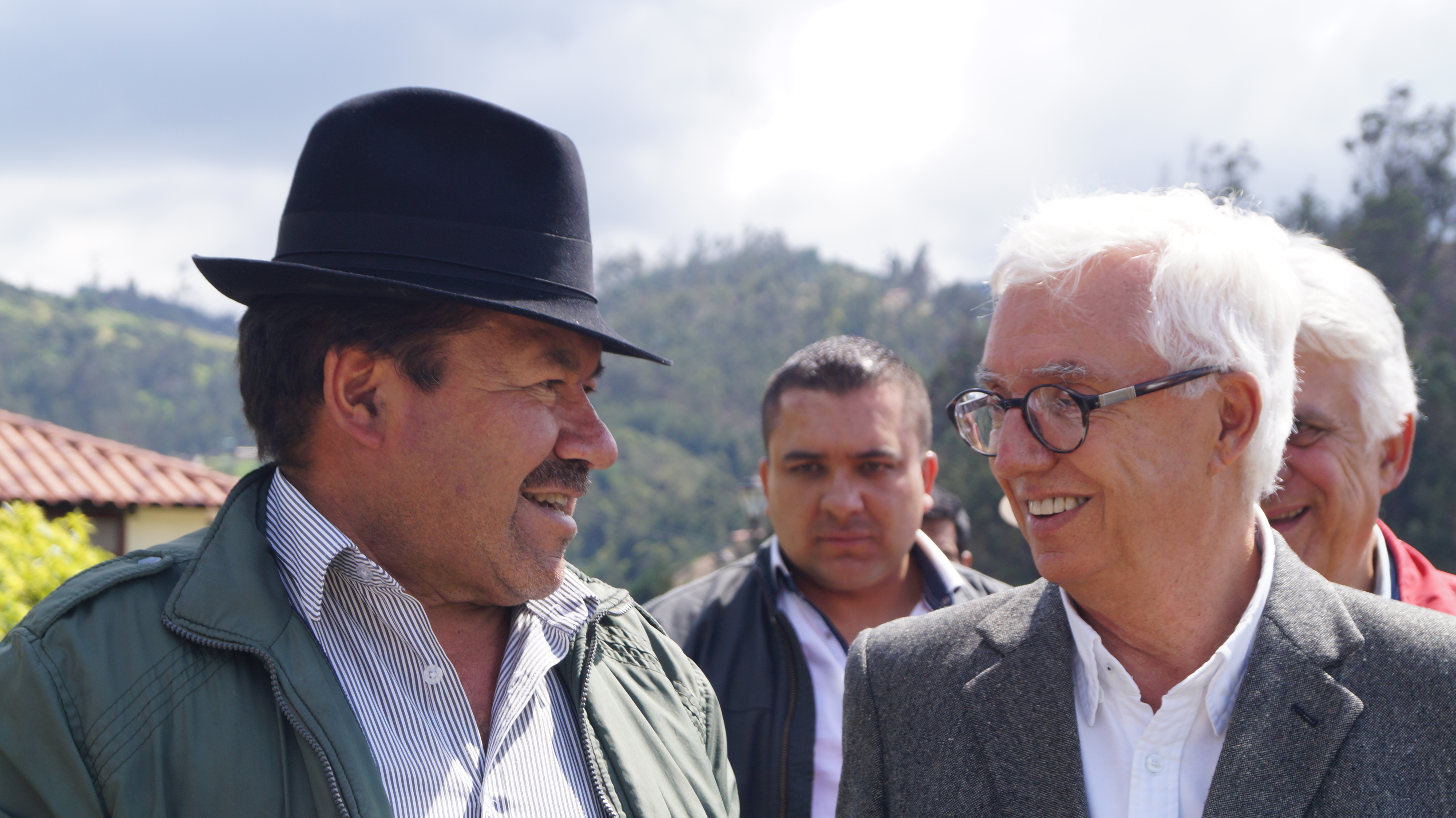
Robledo compartiendo con amigos

### Iniciativas
El legado legislativo de Jorge Enrique Robledo Castillo se ha identificado por su participación en las siguientes iniciativas desde el Congreso:

- Elevar a rango constitucional los derechos de las víctimas de crímenes contra la humanidad (retirado).[11]
- Dictar medidas relativas a la protección social de las parejas del mismo sexo.[12]
- Establecer algunas inhabilidades para ocupar cargos de elección popular y altas dignidades en todas las ramas del Poder Público (archivado).[13]
- Otorgarle al municipio de Barrancabermeja (Santander) el carácter de Distrito Petroquímico y Portuario de Santander (archivado).[14]
- Establecer el sistema de carrera administrativa de la Rama Legislativa (aprobado).[15]
- Reforma constitucional con relación a la elección popular de alcaldes locales en el Distrito Capital de Bogotá (archivado).[16]

## Posterior al Senado
En 2022, decidió no volver a ser candidato al Senado y, en su lugar, participó en la consulta interpartidista para la elección del candidato presidencial de la Coalición de la Esperanza, en representación de su partido Dignidad, de cara a las elecciones presidenciales de ese año; en la consulta ocupó la última posición con 161 176 votos y resultó elegido Sergio Fajardo como candidato de la coalición.
En las elecciones locales de 2023 fue candidato a la Alcaldía de Bogotá, en representación del partido Dignidad y Compromiso. Terminó en sexto lugar con 34 658 votos, lo que significó apenas el 1,13% de la votación.

## Trayectoria política

### Partidos políticos
A lo largo de su carrera ha representado los siguientes partidos:
| Partido político             | Fecha Inicio          | Fecha Fin             |
| Dignidad y Compromiso        | 29 de octubre de 2020 |                       |
| Polo Democrático Alternativo | 20 de julio de 2006   | 24 de octubre de 2020 |
| MOIR                         | 1 de enero de 1974    |                       |

### Cargos públicos
Entre los cargos públicos ocupados por Jorge Enrique Robledo Castillo, se identifican:
| Cargo público                    | Partido político                  | Fecha Inicio          | Fecha Fin               |
| Senador de la República          | Dignidad                          | 26 de octubre de 2020 | 20 de julio de 2022     |
| Senador de la República          | Polo Democrático Alternativo      | 20 de julio de 2006   | 24 de octubre de 2020   |
| Senador de la República          | Unidad Cívica Agrária - MOIR      | 20 de julio de 2002   | 19 de julio de 2006     |
| Concejal de Soacha, Cundinamarca | Unidad Nacional de Oposición, UNO | 1 de enero de 1974    | 31 de diciembre de 1976 |

## Obras
Sus principales obras han sido:
- El drama de la vivienda en Colombia (1985).
- Un siglo de bahareque en el Antiguo Caldas (1993).
- Contra la corriente (1994).
- Contra la corriente II (1998).
- La ciudad en la colonización antioqueña: Manizales (1996).
- Lo que oculta la privatización (1997).
- El café en Colombia (1998).
- Neoliberalismo, privatizaciones y servicios públicos (2001).
- Por qué decirles no al ALCA y al TLC (2004).
- El TLC recoloniza a Colombia. Acusación a Álvaro Uribe Vélez (2006).
- La corrupción en el poder y el poder de la corrupción en Colombia (2016).